# Brasina
Brasina (en serbe cyrillique : Брасина) est une localité de Serbie située dans la municipalité de Mali Zvornik, district de Mačva. Au recensement de 2011, elle comptait 1 469 habitants.
Brasina est officiellement classée parmi les villages de Serbie.

## Géographie
Brasina est située sur la rive droite de la Drina, à environ 12 km de Mali Zvornik. Brasina, qui est un des villages les plus peuplés de la municipalité de Zvornik, englobe les hameaux de Čolakovići (Gornji et Donji Čolakovići, Mišići, Vladići), Rečani (Rečani Polje, Rečani Brdo, Veselinovići), Bare, Gaj et Batar Polje. Son territoire est traversé par la Brasinska reka, la « rivière de Brasina », un petit affluent droit de la Drina.

## Histoire

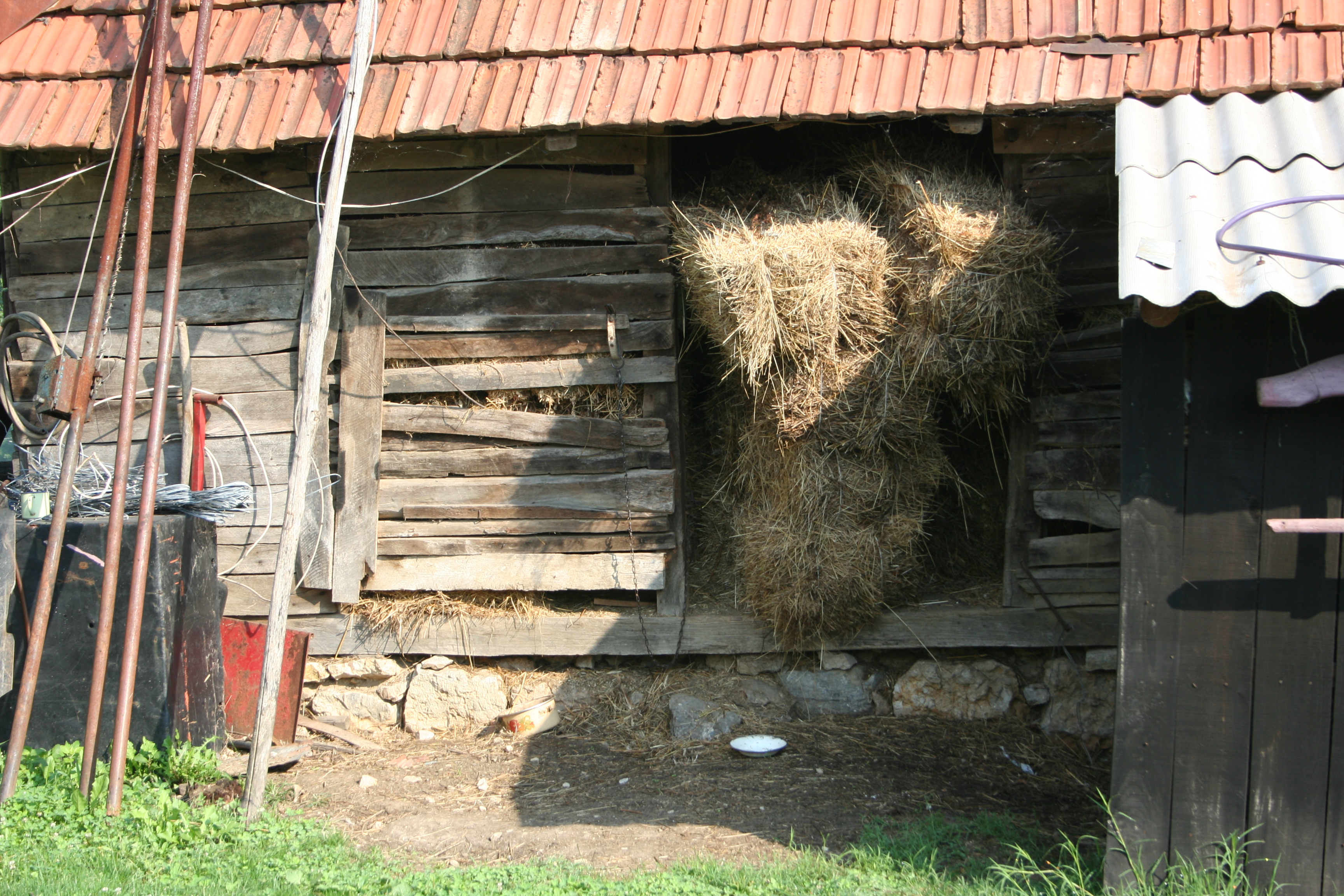
Ferme ancienne à Brasina
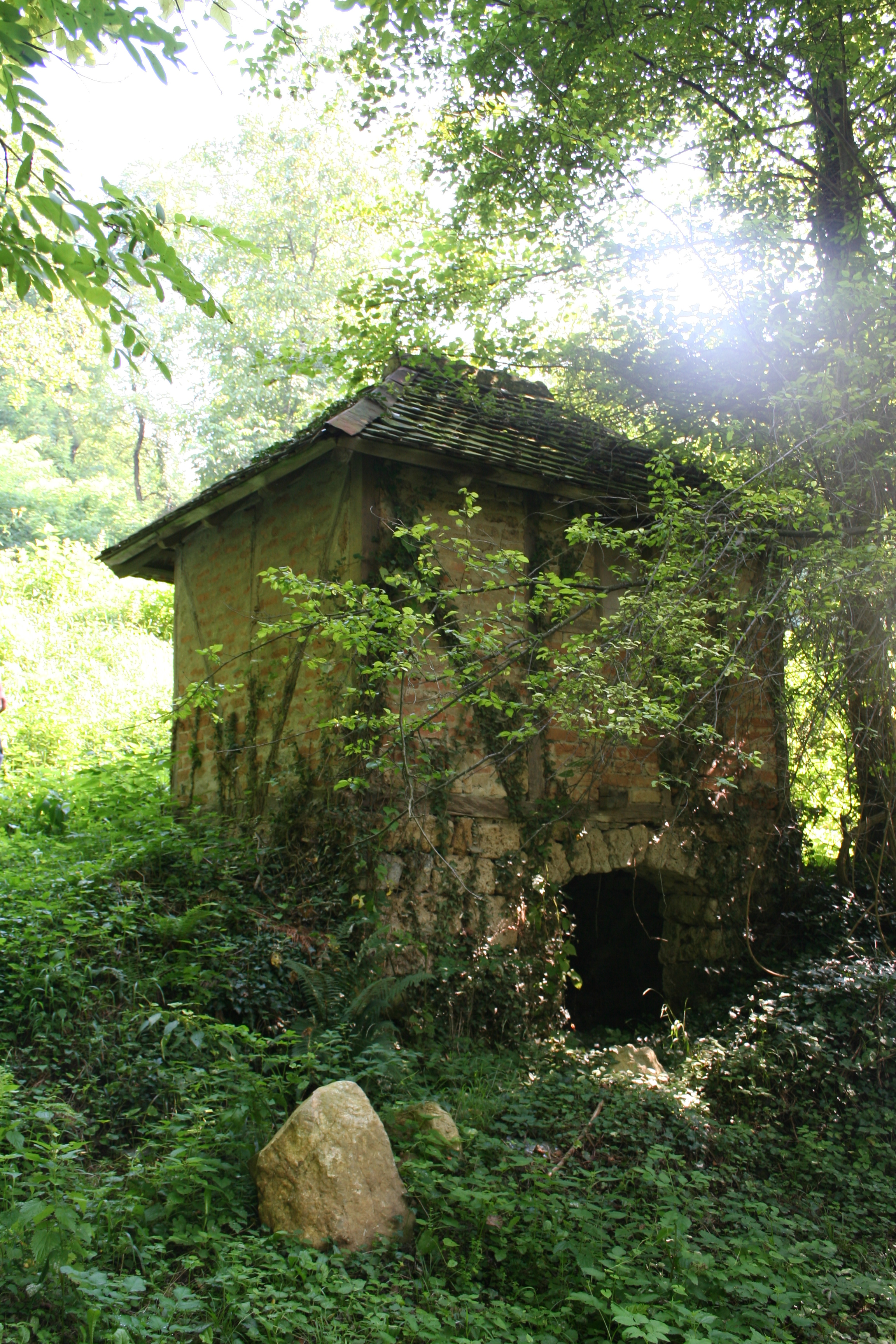
Moulin à Brasina
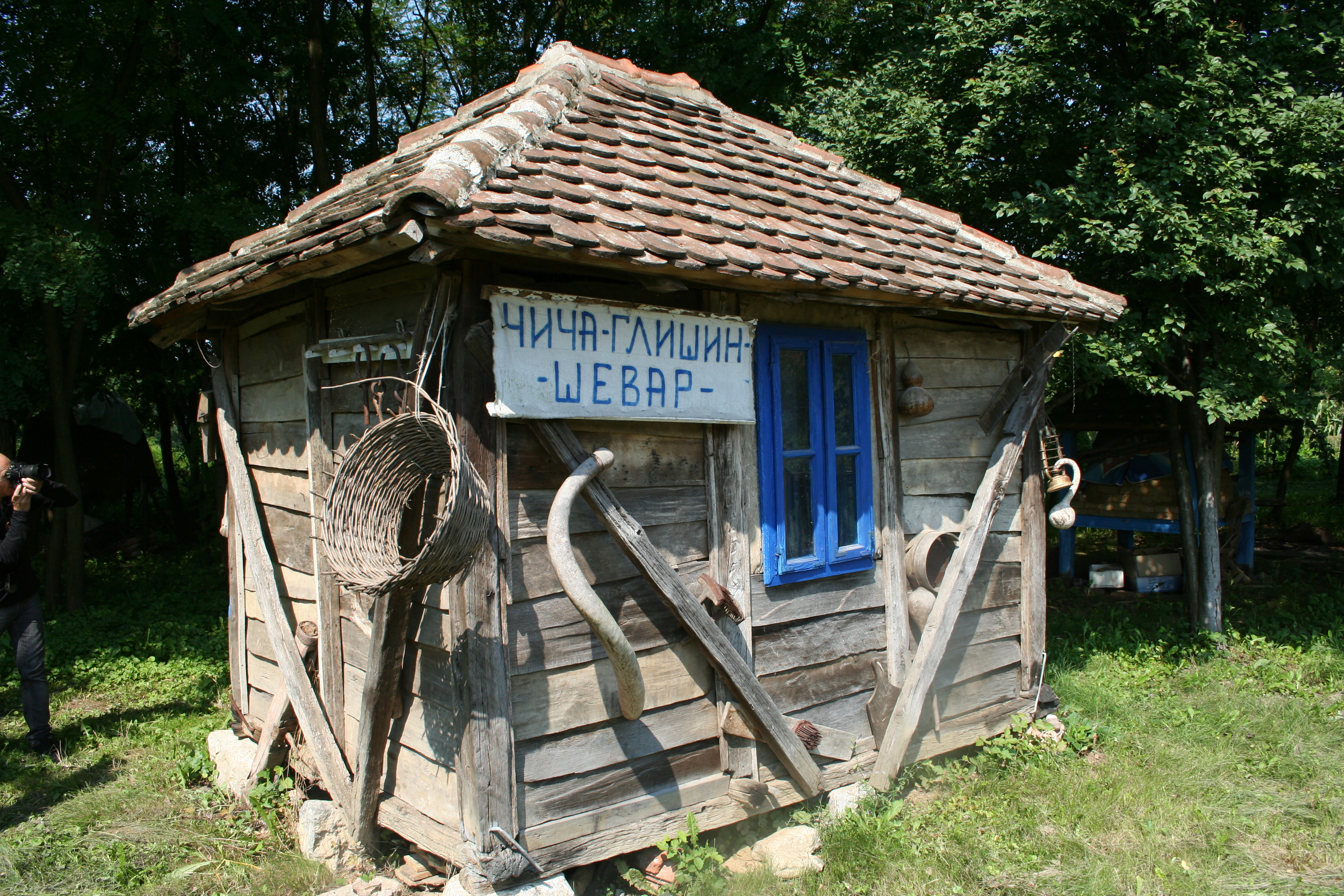
Cabane ancienne à Brasina
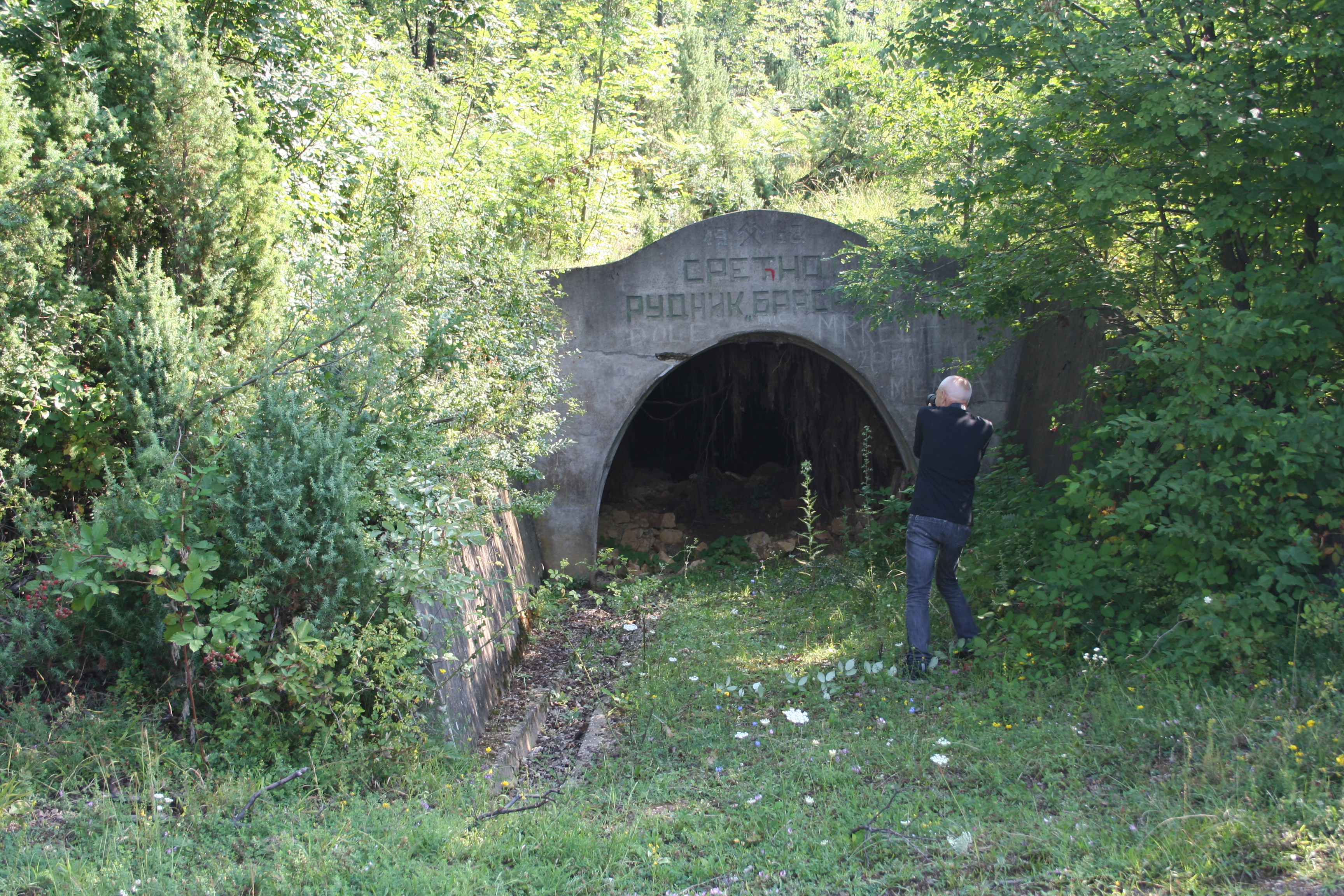
Vestige de la mine de Brasina
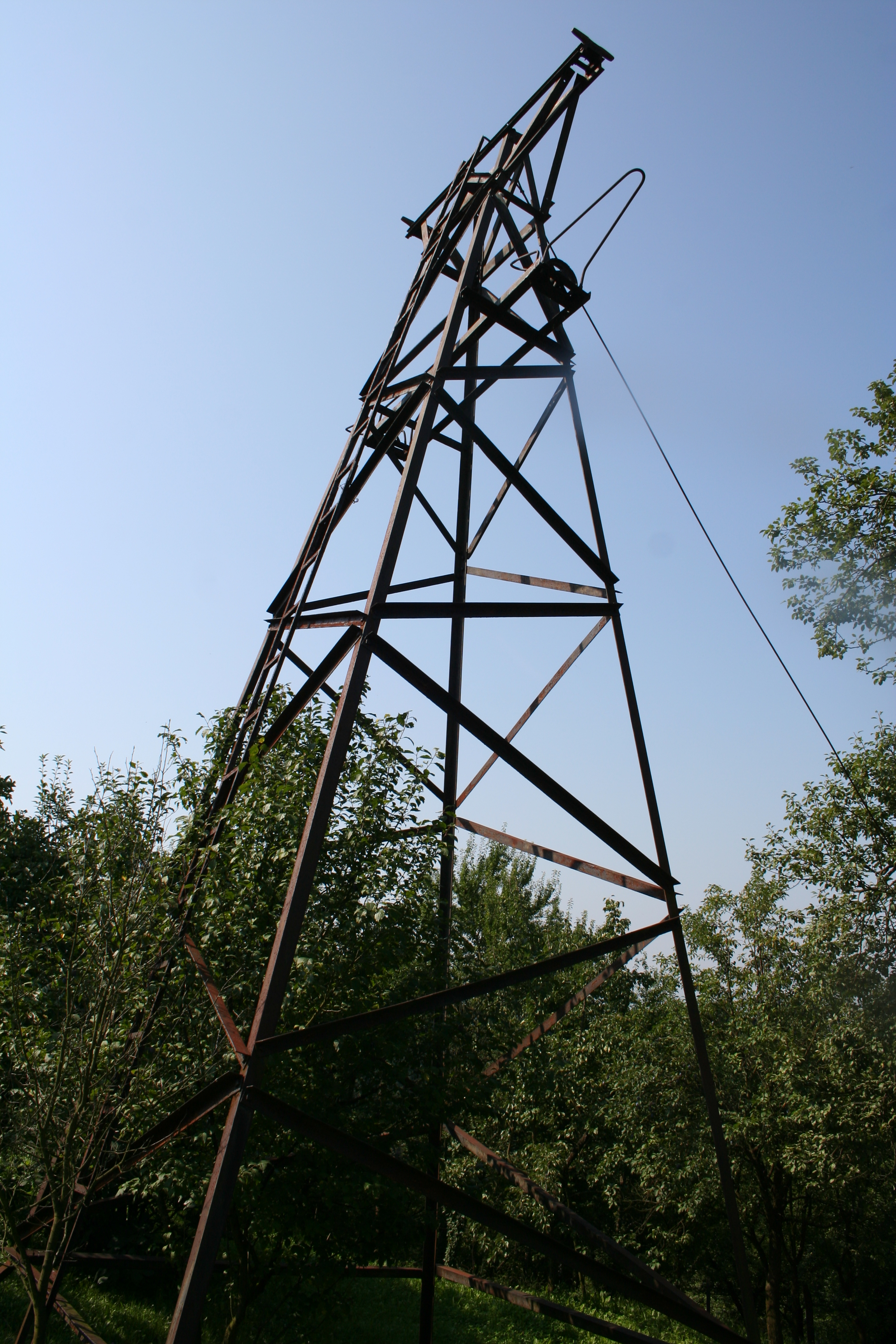
Autre vestige de la mine de Brasina

## Démographie

### Évolution historique de la population
| 1948 | 1953  | 1961  | 1971  | 1981  | 1991  | 2002  | 2011  |
| ---- | ----- | ----- | ----- | ----- | ----- | ----- | ----- |
| 953  | 1 098 | 1 303 | 1 410 | 1 497 | 1 592 | 1 663 | 1 469 |

|  |